# Jaskinia Dim
Jaskinia Dim – oddalona o 12 km na wschód od tureckiego miasta Alanya. Zlokalizowana jest na zboczu Góry Cebel-i Reis (wysokość 1649 m n.p.m.), należącej do Gór Taurus. Wejście do jaskini położone jest na wysokości 232 m n.p.m. Jaskinia ta jest drugą co do wielkości w Turcji jaskinią otwartą dla zwiedzających. Ma ona najprawdopodobniej około miliona lat. Składa się z dwóch oddzielnych części, jedna ciągnie się 50 m, a druga 360 m w głąb. Okalana stalaktytami i stalagmitami grota na swym dnie posiada niewielkie jeziorko.
Jaskinia odkryta została przez speleologów w 1986 roku, a dla turystów udostępniono ją w 1998 roku.
Wnętrze jaskini charakteryzuje się stałą temperaturą w ciągu roku, wynoszącą 18-19 °C, oraz wilgotnością około 90%.